# Ganzevoortsingel
De Ganzevoortsingel is een straat in de binnenstad van Groningen. De straat loopt vanaf het oude gebouw van het Groninger Museum naar de Stationsstraat. Net als de Praediniussingel is de straat vernoemd naar een historische Groninger geleerde, Wessel Gansfort. 
De huidige Ganzevoortsingel ligt aan de binnenkant van de voormalige stadswal. Voor de opheffing van de Vesting Groningen stond de buurt bekend als Oude- en Nieuwe Bosch, een verzameling sloppen en stegen met een zeer hoge bevolkingsdichtheid.
Aan de Ganzevoortsingel bevindt zich sinds 1988 een Russisch-orthodoxe kerk.

## Monumenten
| Adres                 | Bouwjaar | Beschrijving                                                                                | Monument  | Afbeelding |
| --------------------- | -------- | ------------------------------------------------------------------------------------------- | --------- | ---------- |
| Ganzevoortsingel 2-2a | 1896     | Voormalig pakhuis, sinds 1975 in gebruik als kerkgebouw voor de Russisch-Orthodoxe parochie | GM 101974 |            |
| Ganzevoortsingel 53   | 1900     | Samen met nr 55 dubbele beneden- en bovenwoning                                             | GM 101970 |            |
| Ganzevoortsingel 55   | 1900     | Samen met nr 53 dubbele beneden- en bovenwoning                                             | GM 108689 |            |
| Ganzevoortsingel 57   | 1903     | Dubbel woonhuis in art-nouveaustijl                                                         | GM 101972 |            |
| Ganzevoortsingel 59   | 1902     | Woonhuis en bovenwoning in neo-renaissancestijl                                             | RM 485553 |            |
| Ganzevoortsingel 61   | 1905     | Herenhuis, drielaags met souterrain                                                         | GM 101973 |            |

Achter de Muur · 
Akerkhof · 
Akerkstraat · 
Broerstraat · 
Brugstraat ·
Bruine Ruiterstraat ·
Burchtstraat · 
Butjesstraat ·
Carolieweg ·
Coehoornsingel · 
Donkersgang · 
Driften · 
Emmaplein · 
Folkingestraat · 
Folkingedwarsstraat ·
Ganzevoortsingel · 
Gasthuisstraatje ·
Gedempte Kattendiep ·
Gedempte Zuiderdiep ·
Gelkingestraat ·
Grote Kromme Elleboog ·
Grote Markt ·
Guldenstraat ·
Guyotplein ·
Haddingestraat ·
Haddingedwarsstraat ·
Hardewikerstraat ·
Hereplein · 
Herebinnensingel ·
Heresingel ·
Herestraat ·
Hoekstraat ·
Hofstraat ·
Hoge der A ·
Hoogstraatje ·
Jacobijnerstraat ·
Kleine der A ·
Kattenhage ·
Kleine Kromme Elleboog ·
't Klooster ·
Kostersgang ·
Koude Gat ·
Kreupelstraat ·
Kwinkenplein ·
De Laan ·
Lage der A ·
Lopende Diep ·
Lutkenieuwstraat ·
Marktstraat ·
Martinikerkhof ·
Munnekeholm ·
Muurstraat ·
Naberstraat ·
Nieuwe Boteringestraat ·
Nieuwe Ebbingestraat ·
Nieuwe Kerkhof ·
Nieuwe Kijk in 't Jatstraat ·
Nieuwe Markt ·
Nieuwstad ·
Noorderhaven ·
Oosterstraat ·
Ossenmarkt ·
Oude Boteringestraat ·
Oude Ebbingestraat ·
Oude Kijk in 't Jatstraat ·
Papengang ·
Pausgang · 
Pelsterstraat ·
Peperstraat ·
Poelestraat ·
Praediniussingel ·
Rademarkt ·
Radesingel ·
Reitemakersrijge ·
Rode Weeshuisstraat ·
Schoolstraat · 
Schoolholm · 
Schuitemakersstraat ·
Schuitendiep · 
Sieboldsgang · 
Singelstraat · 
Sint Jansstraat ·
Sint Walburgstraat ·
Spilsluizen ·
Stationsstraat ·
Steentilstraat ·
Stoeldraaierstraat · 
Torenstraat · 
Turfstraat ·
Turfsingel ·
Turftorenstraat ·
Ubbo Emmiussingel ·
Vismarkt ·
Visserstraat ·
Waagstraat ·
Zoutstraat ·
Zwanestraat